# Pierre Uri

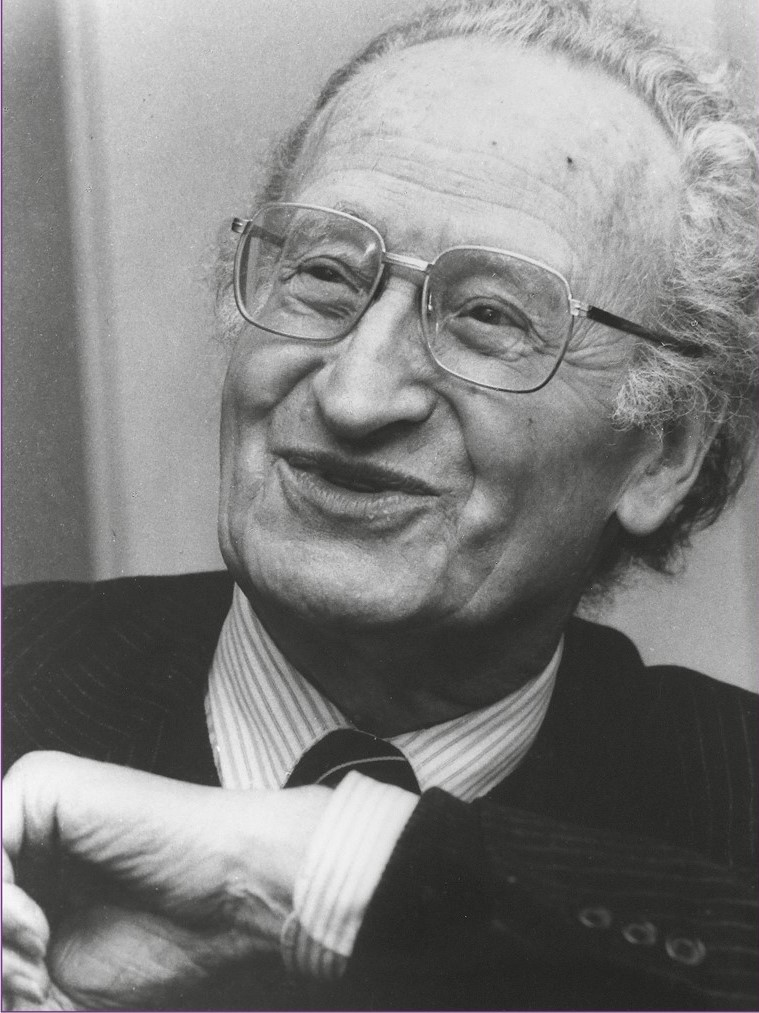
Pierre Uri (1980)

Pierre Uri (* 20. November 1911 in Paris; † 21. Juli 1992 ebenda) war ein französischer Wirtschaftswissenschaftler und Wirtschaftspolitiker.

## Leben
Uri studierte seit 1929 an der École normale supérieure (Paris), leistete danach seinen Militärdienst, verbrachte einige Jahre in den USA und nahm 1939 am Zweiten Weltkrieg teil. Seit 1944 arbeitete er am Institut des sciences économiques appliquées. Von 1947 bis 1952 lehrte er an der École nationale d’administration in Straßburg. 1951 war Uri an der Ausarbeitung des Vertrages von Paris beteiligt, der die Europäische Gemeinschaft für Kohle und Stahl (EGKS) ins Leben rief. In der EGKS übernahm er eine führende Position als Wirtschaftspolitiker. 1957 beteiligte Uri sich am Entwurf der Römischen Verträge, die zur Gründung der Europäischen Wirtschaftsgemeinschaft (EWG) führten. Von 1959 bis 1961 arbeitete Uri für die amerikanische Investmentbank Lehman Brothers als Berater für europäische Angelegenheiten. Seit 1969 lehrte er an der neu gegründeten Universität Paris-Dauphine.
Politisch exponierte Uri sich als Mitglied verschiedener sozialistischer Organisationen, unter anderem der Sozialistischen Partei Frankreichs, und als finanzpolitischer Berater von François Mitterrand.

## Leistungen
Durch seine Beteiligung an der Ausarbeitung der Verträge, die in den 1950er Jahren zur Gründung der EWG führten, gehörte Uri zu den Architekten der europäischen Integration.

## Werke
- Une politique monétaire pour l'Amérique Latine, Paris 1965.
- Dialog der Kontinente, Köln/Berlin 1966.

## Ehrungen
- 1981: Robert-Schuman-Preis (Alfred-Toepfer-Stiftung)